# Proventrículo
El proventrículo es un órgano del sistema digestivo de las aves, los invertebrados y los insectos. En las aves está situado de manera anterior al estómago y posterior al buche. No existe un órgano equivalente en los mamíferos.

## Función
El proventrículo es necesario para que ciertos animales realicen una digestión correcta, entre los que se encuentran las aves, ciertos reptiles, los invertebrados y los insectos. En las aves carroñeras, los insectos saproxilófagos (que se alimentan de madera en descomposición) y los xilófagos, que tienen que digerir celulosa y lignina respectivamente, el proventrículo desempeña un papel importante. 

## Proventrículo en las aves
El proventrículo es un elemento habitual de la anatomía de las aves que desempeña una función glandular esencial, consistente en almacenar alimentos. Su función principal es la de preparar la digestión antes de que el alimento llegue a la molleja, donde es triturado.
Es el lugar donde las enzimas digestivas y ciertos jugos ácidos embeben los alimentos para constituir el bolo alimenticio antes de su paso hacia la molleja. Es, por ello, un órgano análogo a la molleja que existe en la mayoría de los insectos y los crustáceos.
Este estómago glandular adquiere una importancia especial para algunas especies de aves; el ventrículo secundario toma entonces la apariencia de una bolsa alargada muy sólida y resistente, pero también muy flexible y extensible en algunas especies, tales como los cormoranes, las garzas y muchas aves marinas, como las gaviotas.